# Elezioni parlamentari a Malta del 1927
Le elezioni parlamentari a Malta del 1927 si tennero il 7 e 9 agosto. Nonostante il Partito Nazionalista avesse ottenuto il maggio numero di voti, il Partito Costituzionale vinse poiché guadagnò la maggioranza dei seggi.

## Risultati
| Liste                  | Voti   | %     | Seggi |
| ---------------------- | ------ | ----- | ----- |
| Partito Nazionalista   | 14 321 | 41,58 | 13    |
| Partito Costituzionale | 14 290 | 41,49 | 15    |
| Partito Laburista      | 5 011  | 14,55 | 3     |
| Indipendenti           | 822    | 2,39  | 1     |
| Totale                 | 34 444 | 100   | 32    |